# Elecciones legislativas de Argentina de 1900
Las elecciones legislativas de Argentina de 1900 se realizaron el 11 de marzo del mencionado año para renovar la mitad de la Cámara de Diputados, cámara baja del Congreso de la Nación Argentina. Catamarca tuvo elecciones desfasadas el 17 de junio.

## Bancas a elegir
| Provincia           | Bancas | A elegir |
| ------------------- | ------ | -------- |
| Buenos Aires        | 28     | 15       |
| Capital Federal     | 20     | 12       |
| Catamarca           | 3      | 1        |
| Córdoba             | 11     | 8        |
| Corrientes          | 7      | 3        |
| Entre Ríos          | 9      | 1        |
| Jujuy               | 2      | 1        |
| La Rioja            | 2      | 1        |
| Mendoza             | 4      | 1        |
| Salta               | 4      | 2        |
| San Juan            | 3      | 2        |
| San Luis            | 3      | 3        |
| Santa Fe            | 12     | 6        |
| Santiago del Estero | 5      | 3        |
| Tucumán             | 7      | 2        |
| Total               | 120    | 61       |

## Resultados por provincia
| Provincia           | Candidato                                              | Votos  |
| ------------------- | ------------------------------------------------------ | ------ |
| Buenos Aires        | Marcelino Ugarte (Partido Provincial)                  | 42.855 |
| Buenos Aires        | Félix Rivas (Partido Provincial)                       | 43.055 |
| Buenos Aires        | Vicente Casares (Partido Provincial)                   | 43.042 |
| Buenos Aires        | Vicente D. Loveyra (Partido Provincial)                | 42.908 |
| Buenos Aires        | Joaquín Castellanos (UCR)                              | 42.907 |
| Buenos Aires        | Mariano Demaría (h) (UCR)                              | 42.907 |
| Buenos Aires        | Manuel María de Iriondo (UCR)                          | 42.907 |
| Buenos Aires        | Francisco A. Barroetaveña (UCR)                        | 42.907 |
| Buenos Aires        | Oscar Liliedal (UCR)                                   | 42.904 |
| Buenos Aires        | Julio S. Dantas (Partido Provincial)                   | 42.834 |
| Buenos Aires        | Gregorio de Laferrère (Partido Nacional Independiente) | 42.831 |
| Buenos Aires        | Ezequiel Ramos Mexía (Partido Provincial)              | 42.173 |
| Buenos Aires        | Pastor Lacasa (Partido Provincial)                     | 34.657 |
| Buenos Aires        | Carlos Olivera (Partido Provincial)                    | 33.902 |
| Buenos Aires        | Francisco Seguí (Partido Provincial)                   | 33.870 |
| Buenos Aires        | José Nicolás Matienzo (UCR)                            | 8.971  |
| Buenos Aires        | Enrique S. Pérez (UCR)                                 | 8.970  |
| Buenos Aires        | Pascual Beracochea (UCR)                               | 8.916  |
| Buenos Aires        | Cecilio López                                          | 111    |
| Buenos Aires        | Julio Llanos                                           | 111    |
| Buenos Aires        | Juan A. Martínez                                       | 111    |
| Buenos Aires        | José M. Llovet                                         | 111    |
| Buenos Aires        | Fernando Cordero                                       | 111    |
| Buenos Aires        | Ventura Pizarro                                        | 111    |
| Capital Federal     | Emilio Gouchón (UCN)                                   | 15.331 |
| Capital Federal     | Francisco Bollini (Independiente)                      | 15.324 |
| Capital Federal     | Francisco Basiliano Bosch (PAN)                        | 15.323 |
| Capital Federal     | Benito Villanueva (PAN)                                | 15.320 |
| Capital Federal     | Manuel Quintana (Independiente)                        | 15.318 |
| Capital Federal     | Marco M. Avellaneda (PAN)                              | 15.314 |
| Capital Federal     | Mariano de Vedia (PAN)                                 | 15.310 |
| Capital Federal     | Rufino Varela Ortiz (Independiente)                    | 15.307 |
| Capital Federal     | Miguel G. Morel (UCN)                                  | 15.281 |
| Capital Federal     | Lino Loureyro (Independiente)                          | 15.258 |
| Capital Federal     | Juan Videla (Independiente)                            | 15.255 |
| Capital Federal     | Salvador Benedict                                      | 15.250 |
| Capital Federal     | Augusto Bunge                                          | 135    |
| Capital Federal     | Nicanor Sarmiento                                      | 135    |
| Capital Federal     | Antonio Varela                                         | 135    |
| Capital Federal     | Máximo H. Schulze                                      | 135    |
| Capital Federal     | Cristian Delembrach                                    | 135    |
| Capital Federal     | M. N. González                                         | 135    |
| Capital Federal     | José Margal                                            | 135    |
| Capital Federal     | José R. Pratt                                          | 135    |
| Capital Federal     | Salvador Lotito                                        | 135    |
| Capital Federal     | Pedro Capdevila                                        | 135    |
| Capital Federal     | Juan Domenech                                          | 135    |
| Capital Federal     | Silvio Magnasco                                        | 73     |
| Capital Federal     | Benjamín Martínez                                      | 68     |
| Catamarca           | Guillermo Leguizamón (UCR)                             | 5.627  |
| Catamarca           | Adán Quiroga                                           | 1      |
| Catamarca           | Marcos A. Ibáñez                                       | 1      |
| Córdoba             | Roberto Torres                                         | 5.215  |
| Córdoba             | José Manuel Álvarez                                    | 5.214  |
| Córdoba             | Ponciano Vivanco                                       | 5.214  |
| Córdoba             | Vicente Peña                                           | 5.213  |
| Córdoba             | Felipe Centeno                                         | 5.213  |
| Córdoba             | Dermidio A. de Olmos                                   | 5.208  |
| Córdoba             | José Yofre                                             | 5.204  |
| Córdoba             | Julio Astrada                                          | 5.187  |
| Córdoba             | Tristán Almada                                         | 5      |
| Córdoba             | Daniel Ferreyra                                        | 1      |
| Córdoba             | Manuel D. Pizarro                                      | 1      |
| Córdoba             | Juan Garro                                             | 1      |
| Córdoba             | Pedro Molina                                           | 1      |
| Córdoba             | Nicolás Berrotarán                                     | 1      |
| Córdoba             | Ramón Moreno                                           | 1      |
| Córdoba             | Enrique Lastra                                         | 1      |
| Córdoba             | Manuel Mota                                            | 1      |
| Córdoba             | Justiniano Posse                                       | 1      |
| Córdoba             | José del Prado                                         | 1      |
| Córdoba             | Jorge M. Boneo                                         | 1      |
| Córdoba             | José M. Carreras                                       | 1      |
| Corrientes          | José Eudoro Robert                                     | 6.914  |
| Corrientes          | J. Ismael Billordo                                     | 6.911  |
| Corrientes          | Juan José Silva                                        | 6.908  |
| Corrientes          | Eulogio Solari                                         | 5      |
| Corrientes          | Eduardo Carbone                                        | 3      |
| Corrientes          | Antonio Méndez                                         | 2      |
| Corrientes          | Marcial Araujo                                         | 2      |
| Corrientes          | Tiburcio G. Fonseca                                    | 2      |
| Corrientes          | J. Alfredo Ferreira                                    | 1      |
| Corrientes          | Alfredo González Vizcaíno                              | 1      |
| Corrientes          | José J. Hall                                           | 1      |
| Corrientes          | Juan R. Vidal                                          | 1      |
| Corrientes          | Pedro C. López                                         | 1      |
| Corrientes          | Ventura Ferré                                          | 1      |
| Corrientes          | Manuel Pederilla                                       | 1      |
| Entre Ríos          | Enrique Berduc                                         | 6.100  |
| Jujuy               | Manuel Bertrés                                         | 3.497  |
| La Rioja            | Arcadio de la Colina                                   | 3.513  |
| Mendoza             | José Antonio Salas                                     | 3.287  |
| Salta               | Andrés Ugarriza                                        | 4.552  |
| Salta               | Damián Torino (UCR)                                    | 4.552  |
| San Juan            | Dalmiro Balaguer                                       | 2.383  |
| San Juan            | Carlos Echegaray                                       | 2.379  |
| San Juan            | Manuel José Zavalla                                    | 1      |
| San Luis            | Francisco Sarmiento (UCR)                              | 3.532  |
| San Luis            | José María Tisera                                      | 3.532  |
| San Luis            | Adeodato Berrondo (PAN)                                | 3.532  |
| Santa Fe            | Manuel Carlés                                          | 7.614  |
| Santa Fe            | Desiderio Rosas                                        | 7.613  |
| Santa Fe            | Carlos F. Gómez                                        | 7.613  |
| Santa Fe            | Francisco E. Alfonso                                   | 7.613  |
| Santa Fe            | Urbano de Iriondo                                      | 7.613  |
| Santa Fe            | Gregorio Ignacio Romero                                | 7.609  |
| Santa Fe            | Demetrio Iturraspe                                     | 2      |
| Santa Fe            | Ignacio Iturrspe                                       | 2      |
| Santa Fe            | Edmundo Rosas                                          | 2      |
| Santa Fe            | Guillermo Cullen                                       | 2      |
| Santa Fe            | Severo A. Gómez                                        | 2      |
| Santa Fe            | Emilio Burckardt                                       | 2      |
| Santa Fe            | Joaquín Warnes                                         | 1      |
| Santa Fe            | Luis Bruno                                             | 1      |
| Santa Fe            | Ulises R. Monet                                        | 1      |
| Santa Fe            | Miguel Escalada                                        | 1      |
| Santa Fe            | Juan Luis Iturraspe                                    | 1      |
| Santa Fe            | Juan B. Iturraspe                                      | 1      |
| Santa Fe            | Ignacio Iturrspe (h)                                   | 1      |
| Santa Fe            | Enrique Iturrsape                                      | 1      |
| Santa Fe            | Pedro J. Danrit                                        | 1      |
| Santa Fe            | Julio Fougere                                          | 1      |
| Santa Fe            | Ricardo A. Candioti                                    | 1      |
| Santa Fe            | Nicasio Oroño                                          | 1      |
| Santa Fe            | Rodolfo Leme                                           | 1      |
| Santa Fe            | Julio Roca (h)                                         | 1      |
| Santa Fe            | Mariano Candioti                                       | 1      |
| Santa Fe            | Gerónimo Cello                                         | 1      |
| Santiago del Estero | Benjamín Palacio                                       | 6.733  |
| Santiago del Estero | Manuel Argañaraz                                       | 6.733  |
| Santiago del Estero | Napoleón Barraza                                       | 6.733  |
| Tucumán             | Pedro Lacavera                                         | 3.549  |
| Tucumán             | Federico Helguera (h)                                  | 3.548  |
| Tucumán             | Clodomiro Pereira                                      | 1      |

1. ↑  Renunció el 1 de mayo de 1902, no fue reemplazado.
2. ↑  Falleció el 13 de junio de 1901. Las vacantes por su fallecimiento y la renuncia de Ezequiel Ramos Mexía son completadas por Luis María Drago y Federico Pinedo (padre) en 1902.
3. ↑  Renunció el 23 de marzo de 1901. Las vacantes por su renuncia y el fallecimiento de Oscar Liliedal son completadas por Luis María Drago y Federico Pinedo (padre) en 1902.
4. ↑  Electo para completar el mandato de Diego B. Scotto (1898-1902).
5. ↑  Falleció el 6 de agosto de 1901. Las vacantes por su fallecimiento y el fallecimiento de Miguel G. Morel son completadas por Pedro M. Cernadas y Juan José Romero en 1902.
6. ↑  Falleció el 9 de noviembre de 1901. Las vacantes por su fallecimiento y el fallecimiento de Francisco Basiliano Bosch son completadas por Pedro M. Cernadas y Juan José Romero en 1902.
7. ↑  Falleció el 24 de abril de 1902, no fue reemplazado.
8. ↑  Falleció el 26 de enero de 1904, no fue reemplazado.
9. ↑  Renunció el 17 de mayo de 1904, lo reemplaza Ramón S. Vivanco en una elección especial el 7 de julio de 1901.
10. ↑  Renunció el 2 de mayo de 1900, lo reemplaza Benito E. Pérez en una elección especial el 29 de julio de 1900.
11. ↑  Renunció el 25 de junio de 1901, lo reemplaza Leónidas Carreño en una elección especial el 28 de julio de 1901.
12. ↑  Falleció el 13 de febrero de 1903, lo reemplaza Domingo Cortínez en una elección especial el 5 de abril de 1903.
13. ↑  Falleció el 23 de septiembre de 1903, no fue reemplazado.
14. ↑  Falleció el 22 de junio de 1902, no fue reemplazado.

## Elecciones parciales
| Provincia  | Fecha                   | Candidato           | Votos |
| ---------- | ----------------------- | ------------------- | ----- |
| Córdoba    | 7 de julio de 1901      | Ramón S. Vivanco    | 2.938 |
| Córdoba    | 7 de julio de 1901      | Pedro C. Molina     | 1     |
| Córdoba    | 7 de julio de 1901      | Tomás Garzón        | 1     |
| Corrientes | 5 de mayo de 1901       | Alfredo J. Ferreira | 6.602 |
| Corrientes | 5 de mayo de 1901       | Eugenio F. Ramírez  | 24    |
| Entre Ríos | 29 de julio de 1900     | Benito E. Pérez     | 6.777 |
| La Rioja   | 28 de julio de 1901     | Leónidas Carreño    | 2.416 |
| Tucumán    | 1 de septiembre de 1901 | Román F. Torres     | 1.991 |

1. ↑  Electo para completar el mandato de José Manuel Álvarez (1900-1904).
2. ↑  Electo para completar el mandato de Juan Valenzuela (1898-1902).
3. ↑  Electo para completar el mandato de Enrique Berduc (1900-1904).
4. ↑  Electo para completar el mandato de Arcadio de la Colina (1900-1904).
5. ↑  Electo para completar el mandato de Marco Aurelio Avellaneda (1898-1902).